# Gmina Głuszyca
Gmina Głuszyca je polská městsko-vesnická gmina v  okrese Valbřich v Dolnoslezském vojvodství. Sídlem gminy je město Głuszyca. V roce 2020 zde žilo 8 505 obyvatel.
Gmina má rozlohu 62,1 km² a zabírá 14,4 % rozlohy okresu. Skládá se z 5 starostenství.

## Části gminy
Starostenství
Głuszyca Górna, Grzmiąca, Kolce, Łomnica, Sierpnica